# Epinephelus exsul
 Epinephelus exsul és una espècie de peix de la família dels serrànids i de l'ordre dels cipriniformes que es troba des del Golf de Califòrnia fins a Panamà.